# نسیما

جلد آلبوم

نسیما، نام آلبومی موسیقی از علیرضا افتخاری است که در زمستان ۱۳۷۹ منتشر شده‌است. دیگر عوامل این آلبوم عبارتند از فضل‌الله توکل آهنگساز مجموعه، بهنام صبوحی تنظیم کننده‌ی مجموعه و تهمورس پورناظری که تدوین آلبوم بر عهده وی بوده‌است.

## نقد
این آلبوم ساخته فضل‌الله توکل بود که برپایه گام‌ها و دستگاه‌های موسیقی سنتی و با رنگ بوی مدرن و امروزی تنظیم شد. ناگفته نماند که آلبوم نسیمای علیرضا افتخاری با استقبال فراوانی روبرو شد استقبال فراوان از آلبوم نسیما، پاسخ محکمی به انتقادات منتقدان بود.
روزنامه جام‌جم درباره این اثر گفته‌است : 
«نسیما» تلاشی برای استفاده‌ی بهتر از از پتانسیل‌های موسیقی سنتی ایرانی  بر پایه‌ سازهای  ایرانی بود و در همین راستا در انتخاب اشعار نیز به حسین منزوی روی آوردند که بیشتر «غزل‌سرا» بود اما به شعر نگاهی تازه‌تر داشت.— جام‌جم

## شرح

### هنرمندان
- خواننده: علیرضا افتخاری
- آهنگساز: فضل‌الله توکل
- اشعار: حسین منزوی
- تنظیم کننده: بهنام صبوحی
- تدوین: تهمورس پورناظری

#### نوازندگان
- - کمانچه: سهراب پورناظری/ مجتبی میرزاده
- ویولن: مجتبی میرزاده/ جابر اطاعتی/ همایون رحیمیان/ خاجیک بابائیان/ علی جعفری/ هادی آرزم/ ابراهیم لطفی/ سیامک ایقانی
- ویولنسل: کریم قربانی
- سنتور: فضل‌الله توکل/ مجید اخشابی
- قانون: سیمین آقارضی/ پریچهر خواجه
- تار: شهریار فریوسفی
- تنبک: کامبیز گنجه‌ای
- فلوت: ناصر رحیمی/ شهرام رکوعی
- آکاردئون: جابر اطاعتی
- آبوا: کامران علی‌آقا
- کنترباس: علیرضا خورشیدفر

#### عوامل دیگر
- صدابردار: منوچهر ریاحی
- استودیو: استودیو بل
- تهیه‌کننده: محسن نویدپور

## قطعات
| نام ترانه             | ترانه‌سرا   | آهنگ‌ساز      | تنظیم کننده              |
| --------------------- | ---------- | ------------ | ------------------------ |
| گلای اطلسی            | حسین منزوی | فضل‌الله توکل | بهنام صبوحی تهمورس ناظری |
| ساقی                  | حسین منزوی | فضل‌الله توکل | بهنام صبوحی تهمورس ناظری |
| دل ای دل              | حسین منزوی | فضل‌الله توکل | بهنام صبوحی تهمورس ناظری |
| گمشده                 | حسین منزوی | فضل‌الله توکل | بهنام صبوحی تهمورس ناظری |
| حصار                  | حسین منزوی | فضل‌الله توکل | بهنام صبوحی تهمورس ناظری |
| خزان گل نسرین         | حسین منزوی | فضل‌الله توکل | بهنام صبوحی تهمورس ناظری |
| آواز به همراهی سه تار | حسین منزوی | فضل‌الله توکل | بهنام صبوحی تهمورس ناظری |
| مولا                  | حسین منزوی | فضل‌الله توکل | بهنام صبوحی تهمورس ناظری |

- قطعه مولا به مناسبت سال علی (۱۳۷۹) خوانده شد و به علی بن ابی‌طالب تقدیم گردید.

- در سال ۱۳۹۲ افتخاری قطعهٔ «گل نسرین» را به فعال مدنی نسرین ستوده تقدیم کرد. او دربارهٔ این کار گفت «مایل نیست راجع به این قطعه زیاد صحبت کند و آن را از عمق وجود برای زنی خوانده‌است که روحیه‌اش را در این سال‌ها ستوده‌است». روزنامهٔ کیهان بابت این کار افتخاری در مقاله‌ای به‌شدت به او تاخت و رادیو فرانسه از این کار افتخاری با عنوان «چرخش سیاسی» یاد کرد.